# Bir Anzarane
Ne doit pas être confondu avec Bir Anzarane (341) ou Bataille de Bir Anzarane.
Bir Anzarane (arabe : بئر إنزران) est une oasis du Sahara occidental.

## Géographie
Bir Anzarane est située à environ 150 km à l'est de Dakhla, chef-lieu de la province d'Oued Ed-Dahab, dans la région Dakhla-Oued Ed-Dahab.

## Climat
Bir Anzarane possède un climat désertique chaud (classification de Köppen BWh). La température moyenne annuelle est de 21,9 °C. La moyenne des précipitations annuelles est de 39 mm.